# Cliona papillae
Cliona papillae är en svampdjursart som beskrevs av Carballo, Cruz-Barra och Gomez 2004. Cliona papillae ingår i släktet Cliona och familjen borrsvampar. Inga underarter finns listade i Catalogue of Life.